# スポンジ・ボブ (キャラクター)
スポンジボブ・スクエアパンツ（英: SpongeBob SquarePants）は、テレビアニメ『スポンジ・ボブ』の登場人物であり、同作の主人公である。彼はカニカーニのコックとして働く海綿である。
彼の性格は楽観的で子供じみており、スタン・ローレルやピーウィー・ハーマンといったコメディアンをはじめとする人々の影響を受けている。
原語版では、トム・ケニーが演じている。日本語版はシーズン1からシーズン3までは鶴博幸、シーズン4からシーズン13の第12話までは松野太紀、松野が2024年6月26日に急逝後の第13話から宮田幸季が、韓国語版はEBSテレビ版ではキム・スンジュン、チェヌンテレビ版以降はチョン・テヨルが声を当てている。
スポンジ・ボブはステファン・ヒーレンバーグによって生み出され、キャラクターの名前はヒーレンバーグの本「The Intertidal Zone」（潮間帯）の主人公である「Bob the Sponge」に由来する。彼は1980年代にオーシャンインスティテュートの訪問者に生物海洋学を教えながらこの本を書いた。オーシャンインスティテュートを退職後、ヒーレンバーグはテレビアニメ『ロッコーのモダンライフ』の監督を務めていたが、1996年に同作が打ち切られて間もなく、その前提に基づいて番組の開発を開始した。スポンジ・ボブの初登場は1999年5月1日に放送されたパイロット版の「バイト募集中」であった。
スポンジ・ボブは子供から大人まで人気がある。このキャラクターはメディア評論家から肯定的な反応を集めており、史上最高の漫画のキャラクターの1人として頻繁に名前が挙げられている。一方で、彼は同性愛を促進したとして、いくつかの保守的な社会集団との論争に巻き込まれたが、ヒーレンバーグは彼の性的指向について無性愛と説明している。

## 説明
パイナップルの家に住んでいる黄色で四角形の海綿動物（スポンジ）。黄色のスポンジで、一頭身の体をしている。その外見からエピソードによっては「スポンジたわし」「チーズ」「黄色い箱」として扱う人物もいたが、動いたり食べたりすることができるのでれっきとした動物ではある。本名は「スポンジボブ・スクエアパンツ」であるが、日本語版では単に「スポンジ・ボブ」と呼ばれることがある。基本的にボケ役であるが、ツッコミ役になることもある。
常に前向きで凄まじくハイテンション。一人称は「僕」または「ボク」。実直で、イカルドやカーニが言ったことを変な話でも信じる。「ハワワワワ…」「アワワワワワ…」「バーハハハハ！」など独特の笑い方をする。また、パトリックもそのように笑うことがある。周りにいる全ての人々を友達としており、イカルドからはうっとうしく思われていることが多いが、本人は全く気にしておらず、むしろ自分が好かれていると思っている。善意たっぷりな性格であり、カーニの天敵であるプランクトンに対しても彼が悪さをしていなければ優しく接することがある（ただし、プランクトンがそれを利用して悪事を働くこともあった）。本人は全く悪気はないが周りをトラブルに巻き込んでしまうこともあり、イカルドやカーニ、サンディたちをひどい目に合わせてしまうことがある。彼自身トラブルに巻き込まれやすく「いとも簡単にトラブルに巻き込まれる才能の持ち主」とされている。
ハンバーガーショップ「カニカーニ（The Krusty Krab）」の調理場でフライ係のアルバイトをしているが、ウェイターも兼ねることも。最初は雇う気がなかったカーニに「空飛ぶフライ返しを買ってきたら雇ってやる」と言って追い返されたが、本当にそのようなフライ返しを買って来たのに加えて、店の中で暴れるアンチョビに大量のカーニバーガーを作って彼らを鎮静させたことで、カーニから気に入られて正式にアルバイトに任命されている（『バイト募集中』）。手先が器用でカーニバーガーを作る際にあらゆる手段で作っている。無遅刻無欠席で出勤し、体調が悪くても欠勤したがらないほど仕事が大好きで誇りに思っている。基本的に真面目な仕事ぶりだが（カーニに一番優秀な従業員と言われている）、たまにトラブルを起こして客を怒らせてしまうこともある。嫌いなものは休暇（『休暇なんて大嫌い』）。「カーニバーガー（Krabby Patty）」が大好物で、もはや信者のようにカーニバーガーを崇めている。
『劇場版1作目』では、カニカーニでの「今月の頑張ったで賞」を、連続「374回」獲得していた事が判明。
体の構造はスポンジ状なので自在に変形することが可能であり、手足がもげたり、事故で体が木っ端みじんになったりしても本人はまったく平気である（ただし話によっては高い場所から落ちて怪我したりしている）。スポンジであるため、体は穴だらけで、プランクトンが穴の中を通って脳みそまで入ったこともある。水を吸収すると体が膨らむ。『すき間が大事』では、すきっ歯を何らかの手段を用いて埋めると常時クールな声を出せるようになることが明かされた。
現在彼が住んでいるところは元々イカルドがクラリネットをふくために建てたステージであった。しかし、彼の演奏があまりに酷いため、それを聞いた船乗りがぶつかって船から落ちてきたものである。落ちた直後に不動産屋と家探しをしていたスポンジ・ボブが通りすがり、この家を購入した（『パイナップルが降ってきた』）。スクエアパンツというファミリーネームやテーマ曲の「ズボンは四角」という通り、四角いズボンがトレードマーク。
趣味はクラゲ獲りと空手と、シャボン玉。空手はサンディから教わった。シャボン玉で色々な形を作ることができる。また、ダンスを踊ることや歌を歌うことも大好き。歌は非常に上手く、自分でも「僕、上手く歌える自信がある」と言っている。楽器の演奏も得意で特にギター、ピアノ、ウクレレ、太鼓、ラッパ、バグパイプなどの演奏を器用にこなしている。ただしコントラバスは下手。
好きな食べ物は前述のカーニバーガーの他、祖母が作るチョコチップ入りクッキー、クラゲから出るゼリーを挟んだサンドイッチ、パフェ、アイスクリームなどがある。
ボートの免許を取ろうとしているが、いつも不合格になっており、ボート教習所では一番の問題児である。めちゃくちゃな運転で交通事故を起こしたりなど、しばしばトラブルを起こしている。パトリックに指示してもらった時はしっかり運転できていたため、ボートを運転する技術がないわけではない。
かなりの怖がり・弱虫で、ガーデンセールの花壇で足をぶつけた時に、20分泣いたらしい。センチメンタルな面もあり、みんなから邪魔者扱いされた際はショックで町から出ていったことがある。臆病で怖がりな面があり、『スポンジ・ボブの反撃』では、ハロウィンに町中のみんなから脅かされたり、『ナイトライト』では暗闇を怖がっている。『恐怖のフィッシャーマン』では、パトリックとホラー映画を見に行ったが、怖くて最後まで見れず、家へ帰るまでも怖がっていた。一方で歌いながら下水道を探索したり（『ビキニタウンの下水道』）と、勇気ある行動もたびたび取っている。
基本は極度の非力であるが話によってはかなりの怪力や身体能力を発揮することもある。
年齢的には大人（就労や運転免許取得は可能）にもかかわらず、些細なことで泣いたりおもちゃに夢中になったりするなど精神的には幼稚。周りからは「子供」と言われることもある。なお、『カニカーニ新聞』や『スピーチ恐怖症』では「未成年（18歳未満）」と言っている。1986年7月14日生まれ。身長4インチ、体重1オンス、両利き。
親族（血が繋がっている人物）はプリミティブスポンジ〜スポンジトロンの486（?）クローンまでが判明している。ジャガイモ型の両親と祖母がいる。多くの親族としては、父方の方が表記されている。たまに、自分とそっくりな親戚も登場している。従兄弟（父親の兄弟の子）はブラックジャックとスタンリーの2人で、ファミリーネームも同じで顔も似ている。きれい好きで、不潔なパトリックと対立したこともある。
モノマネが得意で、体の形を変えて相手のモノマネをする（『みんなが消えた日』では仲間たちのモノマネをしている）。
原作者のヒーレンバーグは劇場版1のDVDの特典映像で「海綿動物は奇妙な生き物だから風変りな世界を作りだせると思った」と語っている。スポンジ・ボブは「The Intertidal Zone」に登場する「Bob the Sponge」（スポンジのボブ）が元になっている。このキャラクターは実際の海綿のように岩のような形で、サングラスをかけている。ヒーレンバーグはキャラクターのモデルをチャールズ・チャップリン、ローレルとハーディ、ジェリー・ルイス、ピーウィー・ハーマンなどのような、無邪気で子供らしいものと決めて、さらにキッチンの四角いスポンジもキャラクターのモデルにし完全にアイデアを形にした。スポンジ・ボブは当初「SpongeBoy」（スポンジ・ボーイ）となる予定だったが、この名前のモップ製品が既にあったため、変更された。
2000年と2001年のエピソードでは、スポンジ・ボブの生年月日は1986年7月14日であったが、シリーズ全体で彼の年齢は不明のままである。

## ゲイリー（Gary）
声優は原語版ではトム・ケニー（夢のゲイリーの声はディー・ブラッドリー・ベイカー）、日本語版ではシーズン11まで及び「スポンジ・ボブの誕生日」は原語版を流用していたが、シーズン12以降は奥田啓人が担当している（夢のゲイリーの声は納谷六朗、翻訳ベルト着用時は奥田啓人）。（※「夢のゲイリー」はスポンジ・ボブの事を「スポンジ・ボブ」と呼んでおり、自分の事を「私」と言うが、「翻訳ベルト」着用時には、スポンジ・ボブの事を「パパ・ボブ」と呼んだ）。
日本国外の名称では「ゲイリー・ザ・スネイル（Gary the Snail）」と表記される。王族の子孫になった際の名前は「ジェラルド・ウィルソン・ジュニア（Gerald Wilson Jr.）」。また、スポンジ・ボブも最初はそう名付けたが、嫌われてしまいゲイリーとつけ直した。続柄関係は長男、従弟（パトリックから見て）、甥（パトリックの両親から見て）。
なお、日本語版では、放送初期は「ゲリー」という名前だった。
スポンジ・ボブが飼っているオスのネコ科のカタツムリ。とても利口でおとなしいが、同じく軟体動物であるイカルドと違って大の風呂嫌い。唾液でいろんなものを作ることができる。クッキーが大好物。実は、かなりの大食いで、カニカーニ中のカビを食べつくした事もある。靴紐を結ぶのが得意らしく、スポンジ・ボブの靴紐を結んだり、彼の朝食も用意してくれる。
本作内の登場人物の中で数少ない常識人の一人である。「ミャオ」という鳴き声は、路地のカタツムリからするとフランス語を話しているとされる。また、『カルチャーショック』では、カニカーニで開催された「タレントショー」で、自分が作った「詩の発表」を、カタツムリ語で マイクで発表しており、サンディからは「こんな素敵な才能があったなんて！」と感動されていて、詩を作れる才能がある事が判明した（※なお、この時は 放送初期なので、まだ「ゲリー」という名前だったので、イカルドとサンディからも「ゲリー」と呼ばれていた）。『おしゃべりゲイリー』では翻訳機を装着される。
劇場版1では、プランクトンが造った、洗脳マシン入りのバケツ帽子で洗脳されて、プランクトン タウンを建国するために、プランクトンの奴隷として働かされてしまい、「プランクトン万歳！」と可愛い声で喋る場面があった。

### スポンジ・ボブとの関係
ゲイリーはスポンジ・ボブのペットで、お互いにお互いの事を愛し合っている。『いとしのゲイリー』ではスポンジ・ボブに振られてしまったため離れた街に逃げて餌を探す所もあるが、実は好きではあるため帰ってスポンジ・ボブと再びに出会っている。シーズン10以前はスポンジ・ボブに愛想を尽かすような演出が一部存在するが、シーズン11以降は逆にスポンジ・ボブと友好的であるかのように描写されることが多い。年に何度かスポンジ・ボブが殻の中に入って掃除をする。

### その他の登場キャラクターとの関係
イカルドに嫌われており、本人もイカルドが嫌いで、スメリーと化したイカルドに攻撃をした（この時スポンジ・ボブはスメリーの正体に気付いておらず「イカルドにしか攻撃しないはずなのに」と言っていた）。
イカルドの他にプランクトンとも仲が悪く幾度もたたきのめしているが、彼のペットのスポットとは仲が良い。
『おしゃべりゲイリー』で、翻訳ベルト着用時には、パトリックの事を「臭い奴」、サンディの事を「毛の生えた宇宙飛行士さん」、イカルドの事を「機嫌の悪いおじさん」と呼んでいた。
『ゲイリーの足』でスポンジ・ボブから足と手を授けられるが散歩中に他のペットを飼い主事蹴とばしたり、持ち前の世話好きの癖が災いしてスポンジ・ボブを甘やかすようになりスポンジ・ボブは手足が萎えて最終的にはナメクジのようになってしまい代わりにカニカーニの厨房に立つがべとべとバーガーを作ってカーニの逆鱗に触れるも最後はカーニに「カタツムリにそんなものは必要ない」の一言でちょん切られて元に戻る。
一度スネイリーと恋をしたことがある。『カタツムリがいっぱい』では散歩中に迷子になったカタツムリ（エスメラルダ）を発見する。これをきっかけにスポンジ・ボブは大量のカタツムリ（258匹）を飼い初め、家が変わり果てた姿になった。

## キャラクター

### 概念

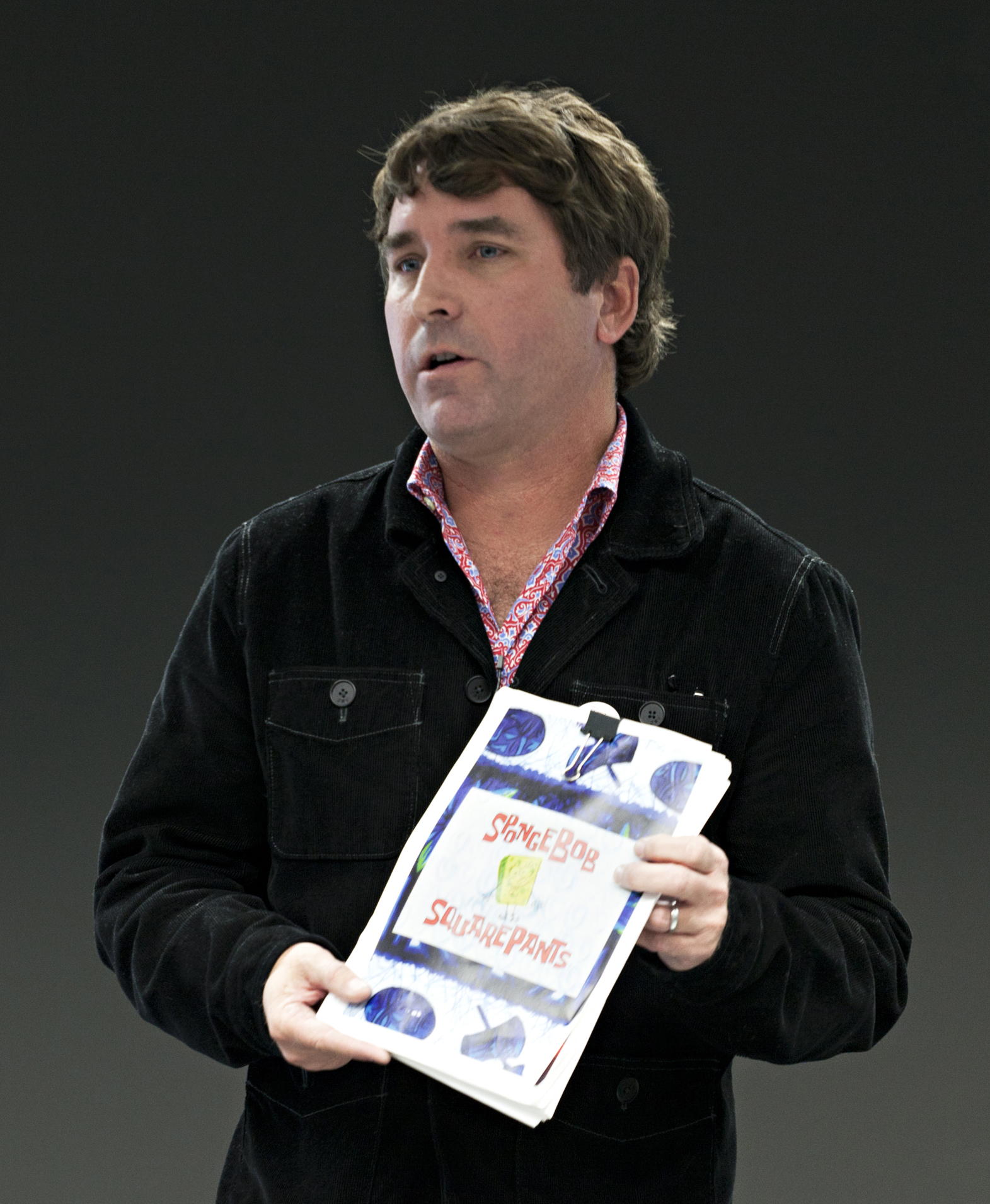
ステファン・ヒーレンバーグ。スポンジ・ボブの作者。

ステファン・ヒーレンバーグは子供の頃、生まれて初めて海に魅了された。同時に、彼は幼い頃から芸術的能力を伸ばし始めた。大学に居た時、彼は生物海洋学を学び、芸術を専攻した。彼は大学院に戻り、最終的には芸術の修士を取得することを計画していた。1984年にハンボルト州立大学を卒業した後、デイナポイントにある海洋学と海事の歴史について一般の人々を教育する事を目的とした組織であるオーシャン・インスティテュートに参加した。1989年、当時の上司の勧めで、彼は「The Intertidal Zone」という漫画を描いた。その作品には「Bob the Sponge」というキャラクターが登場するが、スポンジ・ボブとは異なり、実際の海綿寄りのデザインをしていた。漫画本は教材止まりで販売されることは無かったが、キャラクターは後にスポンジ・ボブの原型となった。1987年、ステファン・ヒーレンバーグはアニメーションのキャリアを追求するために研究所を去った。
ヒーレンバーグは数年の間カリフォルニア芸術大学で実験的なアニメーションを学んだ。ヒーレンバーグは、その後アニメーションフェスティバルで『ロッコーのモダンライフ』の作者であるジョー・マレーに出会い、シリーズのディレクターに起用された。シリーズに取り組んでいる間、ステファン・ヒーレンバーグは「The Intertidal Zone」を見た作家マーティン・オルソンに会った。オルソンはそのアイデアを気に入り、ヒーレンバーグが一連の海洋動物を作ることを提案し、スポンジ・ボブを作るという彼の決定を後押しした。ヒーレンバーグは当時「The Intertidal Zone」に基づいたシリーズを作ることを考えていなかった。その後、トーマス・F・ウィルソンにインタビューで、「番組を作ることは考えていなかった」と答えた。後にステファン・ヒーレンバーグは、それが「番組の動機」であると主張した。
『ロッコーのモダンライフ』が1996年に終了してまもなく、ステファン・ヒーレンバーグは『スポンジ・ボブ』の制作を始めた。彼は絵を描き始め、ヒトデ、カニ、海綿など、彼の漫画から番組のキャラクターのいくつかを取り出した。当時、ヒーレンバーグは誰もが『レンとスティンピー』といった2人組を題材としたアニメを手掛けていると確信していた。彼はそのような番組を作れないと考え、代わりに単独の主人公を題材とすることにした。彼は「動物としての多様性」が好きだったので、海綿をタイトルキャラクターにすることを考えた。

### セッティング・デザイン
ステファン・ヒーレンバーグは、最終的に彼の性格を思いつく前に、いくつかの「恐ろしいなりすまし」をしていた。彼はその概念をローレル&ハーディとピーウィー・ハーマンと比較し、「スポンジ・ボブは、ローレル&ハーディの短編への愛情から生まれたと思う。あなたはそのような馬鹿げた仲間の状況を持っている。それは大きな影響であった。スポンジ・ボブは、そのようなキャラクター、スタン・ローレルに誘発された。」と話している。
最初のコンセプトスケッチは、緑のベースに赤い帽子とネクタイが付いた白いビジネスシャツを着たキャラクターというデザインだった。スポンジ・ボブの見た目は徐々に変わっていった。また、茶色いズボンは最終稿で採用されたものである。スポンジ・ボブの性格はジェリー・ルイスとピーウィー・ハーマンおよびスタン・ローレルをもとにしており、子どもっぽく間抜けで楽観的なキャラクター像として設定された。
フルシリーズとして『スポンジ・ボブ』を委託する前に、ニコロデオンの幹部は、主人公が学校に通った子供でなければ人気がないだろうと主張した。ステファン・ヒーレンバーグは2012年に、ニコロデオンが彼に言ったことを思い出した。ヒーレンバーグは、スポンジ・ボブを大人のキャラクターにしたいと考えており、そのためにはニコロデオンを去って番組の制作を打ち切る覚悟もあった。その後、スポンジ・ボブの通うボート教習所の先生・パフ先生をメインキャラクターとして追加することで落ち着いた。のちにヒーレンバーグは「それから、生まれた私にとってのポジティブなことは、私が愛する新しいキャラクター、パフ先生がどのようにもたらされたか」と振り返っている。

### ネーミング

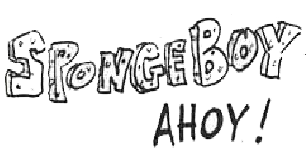
SpongeBoy Ahoy!のロゴ

元々このキャラクターは、SpongeBoyという名前になる予定だった、しかし、パイロット版の収録後に、モップ会社がこの名前を商標権として登録していたため使用できないことが判明した。このとき、ヒーレンバーグは、視聴者からチーズのキャラクターと間違えられないいようにするため、キャラクターの名前のどこかに「スポンジ」を入れる必要があると判断した。そして1997年、彼は「スポンジ・ボブ」という名前をファーストネームに、「スクエアパンツ」という名前をセカンドネームとして使用をすることにした。
前者は「The Intertidal Zone」の主人公である「Bob the Sponge」に由来している。一方、後者はキャラクターの正方形の形を指すと同時に、語呂合わせにもなっている。

### キャスティング

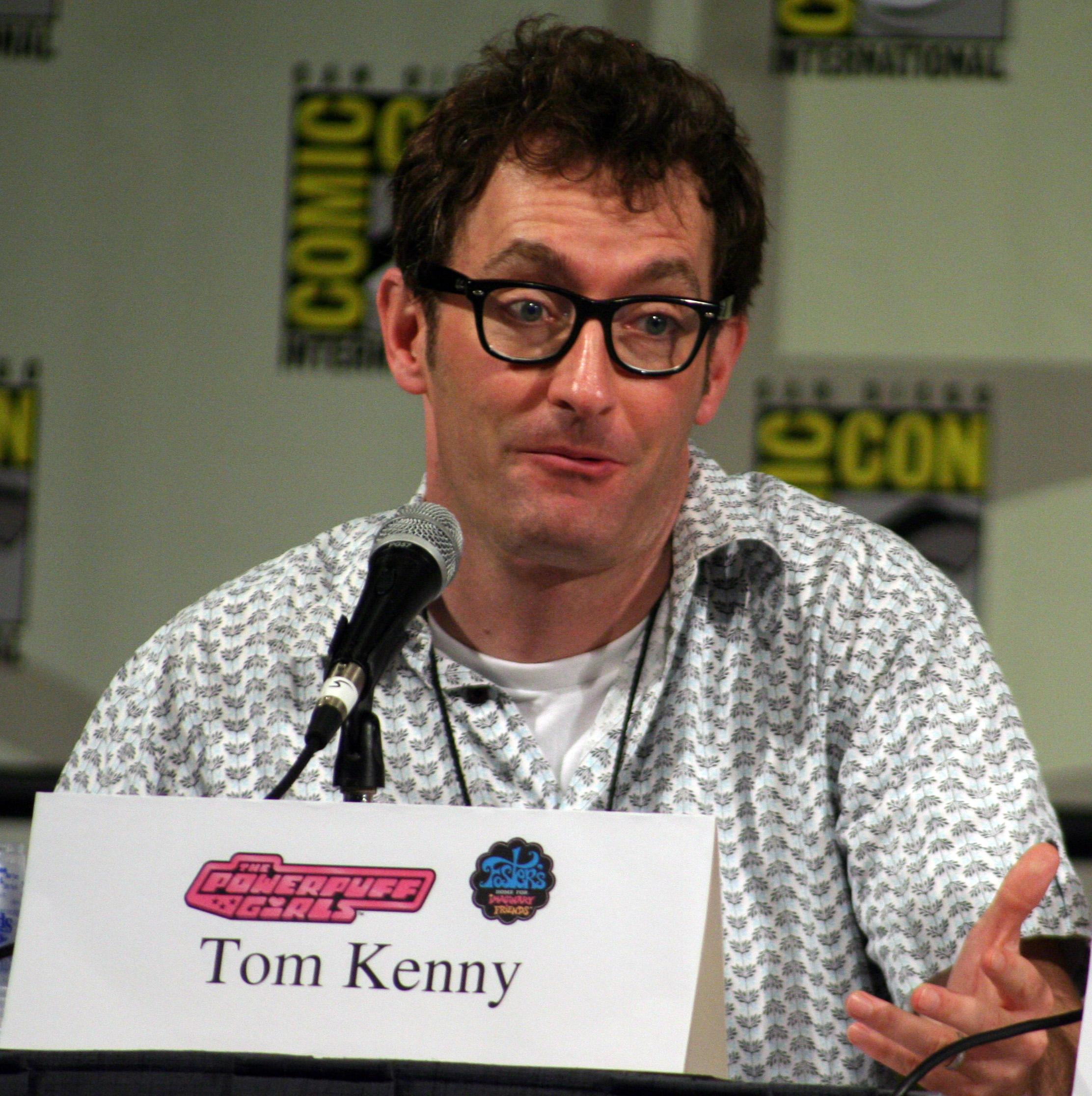
トム・ケニーは、スポンジ・ボブの声を提供している。

スポンジ・ボブの声は、ヒーレンバーグの過去作品『ロッコーのモダンライフ』に出演をした声優トム・ケニーがあてている。ヒーレンバーグは『スポンジ・ボブ』制作中、彼はキャラクターを声に出すためにトム・ケニーに近づいた。ヒーレンバーグは、スポンジ・ボブを作成する際にトム・ケニーや他の人々の個性を使用した。
スポンジ・ボブの声は、トム・ケニーが『ロッコーのモダンライフ』にて端役で出演した時の声が元になっており、ケニー本人は「完全に適当な声」だったと話している。最初、トム・ケニーはその声はその時だけ使用していたので、どのような声だったか忘れていた。その後、ヒーレンバーグはスポンジ・ボブを考案した際に、『ロッコーのモダンライフ』に出ていた時のケニーの演技を思い出した。ヒーレンバーグは本人に声を思い出させるために『ロッコーのモダンライフ』に出演した時の映像を見せた。ヒーレンバーグはケニーの演技を聞き、「それだ。[中略]これぞスポンジ・ボブだ。」と言った。ケニーはCBSとのインタビューにて、この時点でニコロデオンはスポンジ・ボブ役に自分を起用するか否か迷っており、ニコロデオン側から「まあ、あと100人以上の声を聞いてみよう」と言われたことを明らかにしている。また、ケニーはスポンジ・ボブ役として有名人を起用することも検討されていたことも明らかにしており、「強力なクリエイターがいることの利点の1つは、有名人だからという理由ではなく、クリエイターが自分の気に入ったキャストを起用したいと発言できることだ」と述べている。ケニーは、「ステファン・ヒーレンバーグが不確かな言葉でそれを彼らに知られないようにした」と回想している。ケニーによると、スポンジ・ボブの甲高い笑い声は独自性を持たせるものに生み出されたとされている。この笑い方は、ポパイやウッディー・ウッドペッカーのように、相手をいらだたせる笑い方がヒントになっている。。
シリーズを通して、スポンジ・ボブの声は落ち着いた声から高い音へと進化した。トム・ケニーは、「変化を聞いた...それは主にピッチの問題だ」と語った。彼は、「私は朝起きていきなりスポンジ・ボブの声を変えてみようだなんて考えたことはなく、無意識のうちにそうなったのでしょう」と言った。彼は自分の声が浸食のようにゆっくりと変化していると述べており、時間が経つにつれて物語が増えるのに伴い、キャラクターを様々な場所へ連れていく必要があると述べている。ケニーは第1シーズンでの演技と第7シーズンでの演技を比較し、自分の声に多少の変化があることを認めつつも、極端ではないとしている。
トム・ケニーによるスポンジ・ボブの演技は、英語圏以外の地域で放送される『スポンジ・ボブ』の吹き替えにおける基準となり、そこからさらに独自の要素が加えられた。たとえばフランス語版におけるスポンジ・ボブはダフィー・ダックのような、若干おかしな話し方をする。

## 反響
番組を通じて、キャラクターとしてのスポンジ・ボブは子どもをはじめとするすべての年齢層の視聴者に非常に人気となった。 彼の人気は、ニコロデオンの元々の2歳から11歳の人口統計から、10代の若者や大人にまで広がり、大学のキャンパスに加え、シガニー・ウィーバーやブルース・ウィリスなどの有名人にも人気があった。
アメリカ合衆国元大統領のバラク・オバマは、2007年のTV Guideとのインタビューの中で好きなテレビキャラクターとしてスポンジ・ボブを挙げ、娘たちと一緒に番組を見ていることを明かした。
Salon.comのステファニー・ザカレックは、スポンジ・ボブの純粋な無邪気さが彼をとても魅力的にしていると感じている。
2010年6月、『エンターテインメント・ウィークリー』は、彼を「過去20年間で最も偉大な100人のキャラクター」の1人に指名した。TV Guideは、スポンジ・ボブを「史上最高の漫画キャラクター50人」リストの9位に挙げた。
『タイム』のジェームズ・ポニウォジックはキャラクターを「気質的にも肉体的にも、バート・シンプソンとは対照的と考えられる。彼の頭は、バートの頭が手に負えないほど四角くてすっきりしていて、良心的で、楽観的で、欠点を知らない性格を持っている。」とした。『ニューヨーク・タイムズ』の評論家ジョイス・ミルマンは「彼がそれほど可愛げがなく、彼の世界がとても奇妙でなかったら、彼のしつこい笑い声はイライラするだろう...ピーウィーのプレイハウスのように、スポンジ・ボブは上品なラインで楽しく踊る幼年期と成人期の間、純真さと俗っぽさ、歪みとやさしさが入り混じっている。」とした。コミュニケーションの教授であり、シラキュース大学の人気テレビ研究センターの所長であるRobert Thompsonは『ニューヨークタイムズ』にて次のように語った。
「(スポンジ・ボブには)何かユニークなものがあります。皮肉以前の時代からのさわやかな息吹のようです。『ラグラッツ』のような子供向けの番組を含め、アメリカ文化に浸透している、ひじで小突いたりするような皮肉の美学は見受けられません。私は、この番組があえて素朴にふるまっていることに衝撃を受けました。ヒップやクールなどをしようとしているものは何もないので、かっこよさを移植することができます。

### スポンジ・ボブの性的指向に関する反響
ヒーレンバーグは2002年に、スポンジ・ボブの性的指向について「無性愛寄りだと考えている」と答えているにもかかわらず、スポンジ・ボブは華やかなライフスタイルと寛容な姿勢から、ゲイたちの間でも人気がある。
そして、このキャラクターが多様性やLGBTQにかかわるキャンペーンや媒体に登場し、論争を巻き起こした。
2005年、スポンジ・ボブが他の子供番組と一緒に歌って多様性と寛容を促進することを示したプロモーションビデオについて、米国のキリスト教福音派グループから「キャラクターとしてのスポンジ・ボブが同性愛の擁護者として使用されている」と批判が寄せられた。しかし、ビデオには性別や性生活、ならびに性的アイデンティティへの言及は無かった。フォーカス・オン・ザ・ファミリーのジェームス・ドブソンは、同性愛者の権利グループがビデオを後援したため、ビデオの製作者が同性愛を促進したと非難した。
ジェームス・ドブソンのコメントの後、ヒーレンバーグは番組制作にあたりキャラクターの性的嗜好について考えたことがなかったという主張を繰り返した。トム・ケニーや番組スタッフは、そのような問題が発生したことにショックを受け、驚いたとしている。論争の後、キリスト連合教会の総務大臣兼会長であるジョン・H・トーマスは、スポンジ・ボブを彼らのミニストリーに迎え入れると述べた。 彼は、「イエスは人々から目をそらさなかった。私たちも背を向けなかった」と言った。
2020年6月、ニコロデオンはLGBTQ+のプライド月間を祝うツイートの中で、同局の『ヘンリー・デンジャー』の出演者であるマイケル・D・コーエン、『レジェンド・オブ・コーラ』の主人公・コーラの画像とともに、スポンジ・ボブが虹色のネクタイを着用している画像を載せた。
コーエンは20年前に女性から男性に性転換したことで知られているほか、コーラは両性愛者という設定であり、この2人と並べられたことで、あたかもスポンジ・ボブがLGBTQのコミュニティの一員であるようにも見えた。
ニコロデオン側はスポンジ・ボブの性的指向についてはコメントしなかったものの、ファンたちの間では彼の性的指向に関する議論が起こり、スポンジ・ボブやニコロデオンを肯定的に受け止める者もいた。一方で、このツイートは動揺した多くの保護者たちから反発を受けた。
論文記事"The Same Thing We Do Every Night: Signifying Same-Sex Desire in Television Cartoons"（「私たちが毎晩行う同じこと: テレビ漫画における同じ性的欲求の意味」）の著者であるジェフェリー・P・デニースは、スポンジ・ボブとサンディ・チークスはロマンチックな恋愛関係にないと主張し、スポンジ・ボブとパトリックは「間違いなくエロティックな強さと対になっている。」とした。デニースは、スポンジ・ボブとパトリックの2人は別々の住居に住んでおり、異なる友人たちのグループに属しているという理由から、「ロマンチックなパートナーとして一貫してコード化されているわけではない」と述べたが、シリーズでは「同性欲の可能性は決して排除されない」と主張した。アニメーション・ワールド・ネットワークのマーティン・グッドマンは、スポンジ・ボブとパトリックに関するデニースのコメントを「興味深い」と説明した。

#### バーガーキングのCM出演に対する論争
2009年4月、バーガーキングとニコロデオンの提携により、バーガーキングはスポンジ・ボブとサー・ミックス・ア・ロットが「ベイビーゴットバック」を歌う広告をリリースした。スポンジ・ボブのファン層に未就学児が含まれていることから、保護者たちや児童擁護団体キャンペーン・フォー・ア・コマーシャルフリー・チャイルドフッドは、この広告の内容が性的かつ性差別的であるとして抗議した。キャンペーン・フォー・ア・コマーシャルフリー・チャイルドフッドのディレクターであるスーザン・リンは「企業がスポンジ・ボブのような人気番組のキャラクターを使って子供たちにジャンクフードを宣伝するだけでも悪いことなのに、そのキャラクターがモノでも扱うかのように性的な女性のイメージ宣伝するのは非難に値する」と述べている。バーガーキングは公式声明の中で、同社はこのCMが両親を対象としていると主張した。

### 文化的影響と遺産

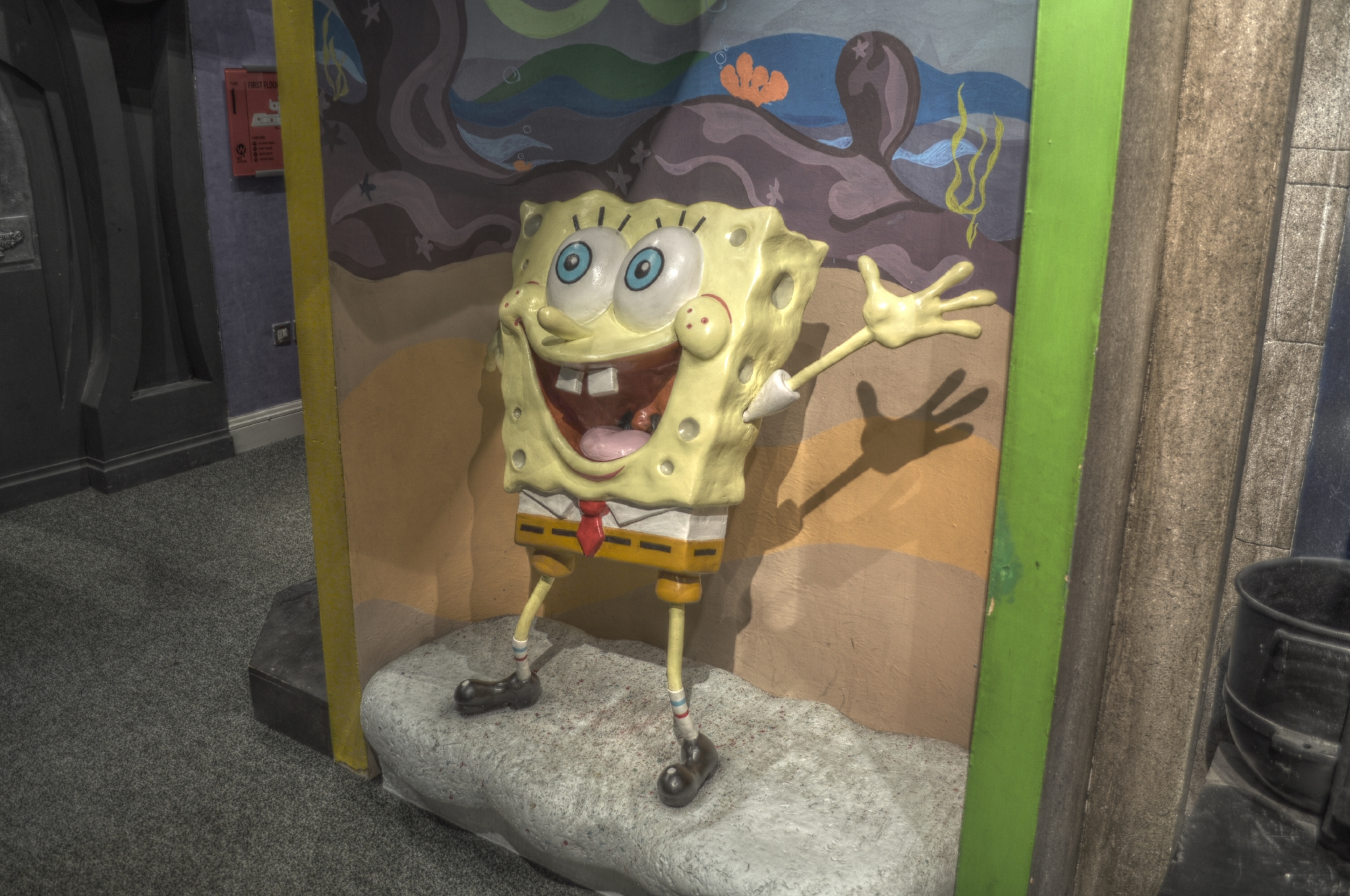
スポンジ・ボブのオブジェ

2009年7月、ニューヨークのマダム・タッソー館はスポンジ・ボブの蝋人形を展示した。スポンジ・ボブは同館にて初めて展示された架空の人物となった。

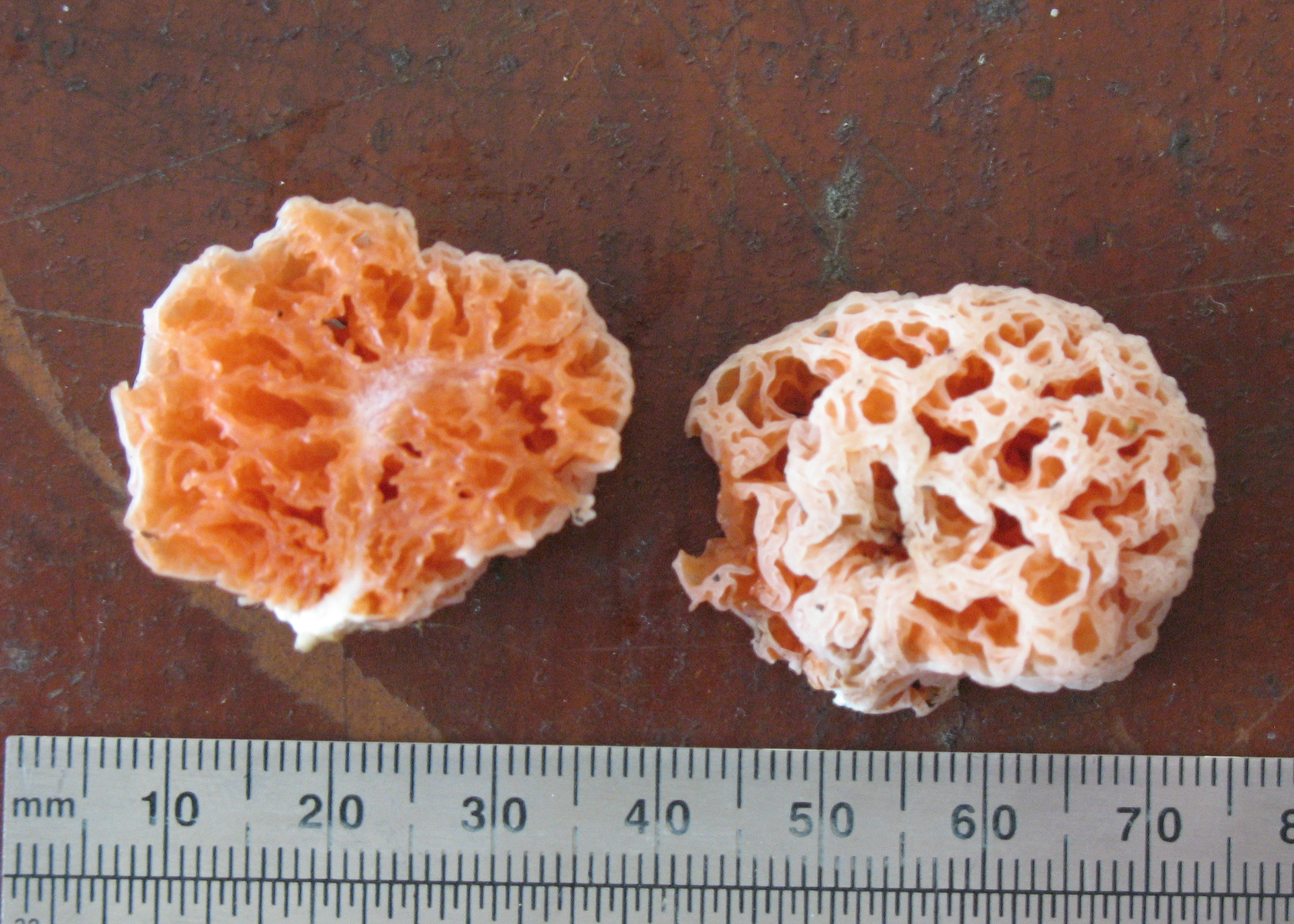
Spongiforma squarepantsii

2011年5月、新種の菌類が発見された時、サンフランシスコ州立大学の研究員たちは、スポンジ・ボブにちなんで、この菌を「スポンギフォルマ・スクァレパンツィ」と名付け、雑誌Mycologiaに掲載された。著者らは、走査型電子顕微鏡を使用して見た子実層が「スポンジ・ボブの家のように、チューブスポンジで覆われた海底」にいくぶん似ていると述べている。もともとこの形容詞はMycologiaの編集者によって「軽薄すぎる」として却下されたが、著者は「好きな名前を付けることができる」と主張した。
2004年に映画『スポンジ・ボブ/スクエアパンツ ザ・ムービー』の宣伝の一環として登場して以来、スポンジ・ボブはメイシーズ・サンクスギヴィング・デイ・パレードに風船として登場している。
キャラクターはファッションのトレンドになった。2008年、アメリカのファッションデザイナー、マーク・ジェイコブスは、右腕にスポンジ・ボブのタトゥーを入れており、その理由について「私はルイ・ヴィトンのコラボレーションでリチャード・プリンスと仕事をした。リチャード・プリンスはスポンジ・ボブの一連の絵を描いた。彼は私たちの会話の中で、スポンジ・ボブの芸術的価値を漫画としてどのように見ていたかを教えてくれた。私はそれが好きだったので、やった。」と述べ、彼は「それは面白い」と付け加えた。同じ年、A BATHING APEはスポンジ・ボブをテーマにした靴をリリースした。歌手のファレル・ウィリアムスは、ヒップな大人をターゲットにしたスポンジ・ボブのTシャツと靴のラインを支持した。2014年、このキャラクターは、ミラノ・コレクションでのモスキーノデビューコレクションで、アメリカのファッションデザイナーであるジェレミー・スコットが参照した大衆文化のアイコンの1つであった。
エジプトのタハリール広場では、2011年のエジプト革命後、スポンジ・ボブがファッション現象となり、ヒジャブからボクサーブリーフまでさまざまな商品に登場した。この現象は、アメリカの学生アンドリュー・リーバーとエリザベス・ジャケットによって設立された「スポンジ・ボブ・オン・ザ・ナイル」と呼ばれるTumblrプロジェクトの作成につながった。このプロジェクトは、エジプトでのスポンジ・ボブのすべての出現を記録しようとする。Sherief Elkeshtaは、エジプトの政治の一貫性のない状態についてのエッセイで、MidanMasrというタイトルの独立した月刊紙でこの現象を引用した。彼は、「なぜ彼（スポンジ・ボブ）は少なくともモロトフカクテルを持っていないのですか?それとも拳を上げていないのですか?」と書いている。この現象はリビアにも広がり、スポンジ・ボブのドレスを着たリビアの反逆者が革命を祝って撮影された。

## メディア展開
スポンジ・ボブの人気は関連商品の販売によく反映されている。2002年、スポンジ・ボブの人形は、当時のくすぐりエルモ人形よりも速い、週75,000個の割合で販売された。
日本において、スポンジ・ボブは女性を中心に人気を博した。ニコロデオンの親会社であるバイアコムは、スポンジ・ボブのブランドを構築する方法として、意図的に女性をターゲットにしたマーケティングを行った。当初、スポンジ・ボブのデザインがハローキティやピカチュウなどの既存の人気キャラクターのデザインから大きくかけ離れていたことから、日本でも人気が出るのか疑問視する声があった。キャラクターは、SpongeTechによって製造された石鹸で満たされたスポンジ製品に影響を与えた。
2009年初頭、Simmons Jewelry Co.は、スポンジ・ボブのコレクションの一部として75,000ドルのダイヤモンドペンダントをリリースした。
2013年5月17日、Build-A-Bear Workshopは、北米の店舗とオンラインストアで新しいスポンジ・ボブのコレクションを発表した。
スポンジ・ボブは自動車のデザインにも影響を与えた。2013年7月13日、トヨタ自動車とニコロデオンは、外装から内装に至るまでスポンジ・ボブをデザインしたトヨタ・ハイランダーの計画を発表した。2014年のトヨタハイランダーのコンセプトカーは、サンディエゴのジャイアンツ対パドレスの試合中のスポンジ・ボブの日に発売された。その後、この車両はフロリダ州のニコロデオンスイーツリゾートオーランドを含む7つの米国の場所を訪れた。